# Svend Hede Hansen
Svend Hede Hansen (24. september 1915 – 26. december 1986), var en dansk forfatter og anlægsgartner. Født i et lille fiskerhus på Skansehage Hede, lidt udenfor Rørvig Sogn. Han arbejdede i og skrev to bøger om området omkring Rørvig.
Både "En fiskerdreng fra Rørvig" (1980) og "En fiskerdreng fortæller – små fortællinger fra Rørvig og omegn i årene 1929-32" (1982, genudgivet i 2004 inklusiv forord om forfatteren) er hans fredelige og harmoniske erindringer om Rørvig i årene omkring 1930.
Svend Hede Hansen døde den 26. december 1986, 71 år gammel. Han blev begravet under en diskret sten ved Rørvig Kirke. Her ligger også hans forældre og fire andre af hans elleve søskende begravet.